# Phrynobatrachus latifrons
Phrynobatrachus latifrons är en groddjursart som beskrevs av Ahl 1924. Phrynobatrachus latifrons ingår i släktet Phrynobatrachus och familjen Phrynobatrachidae. IUCN kategoriserar arten globalt som livskraftig. Inga underarter finns listade i Catalogue of Life.